# Guddadur, Gangawati
Guddadur là một làng thuộc tehsil Gangawati, huyện Koppal, bang Karnataka, Ấn Độ.